# マッシモ・コドル
マッシモ・コドル（Massimo Codol、1973年2月27日 - ）は、イタリア、レッコ出身の自転車競技（ロードレース）選手。

## 経歴
1998年、マペイ・ブリコービと契約を結んでプロ転向。
2000年
- ジャパンカップサイクルロードレース 優勝。
- バスク一周区間1勝(第1)

### ブエルタ・ア・エスパーニャ
- 1999 : 22位
- 2000 : 40位
- 2001 : 53位
- 2002 : 48位

### ジロ・デ・イタリア
- 1998 : 32位
- 1999 : 21ステージDNF
- 2000 : 47位
- 2001 : 37位
- 2002 : 14ステージDNS
- 2003 : 15位
- 2004 : 69位
- 2005 : 119位
- 2007 : 23位
- 2009 : 16ステージDNF
- 2010 : 43位